# Корнєв Григорій Семенович
Григо́рій Семе́нович Ко́рнєв (нар. 1913 — пом. 1938) — радянський військовик, учасник битви на озері Хасан, молодший командир. Герой Радянського Союзу (1938).

## Життєпис
Народився у 1913 році в селі Городок, нині Мінусінського району Красноярського краю Росії, в селянській родині. Росіянин. Закінчив семирічку, працював у мінусінській друкарні.
До лав РСЧА призваний у 1935 році. Військову службу проходив на Далекому Сході. Закінчив полкову школу.
Командир танка 118-го Ачинського стрілецького полку 40-ї стрілецької дивізії (1-ша Приморська армія, Далекосхідний фронт) молодший командир Г. С. Корнєв особливо відзначився в боях біля озера Хасан. У ході бойових дій його екіпаж у складі: механік-водій К. Пушкарьов та заряджаючий Г. Колесников, знищив кілька вогневих точок і багато живої сили супротивника. 31 липня 1938 року, прорвавшись у розташування ворога, екіпаж танку вів бій, доки не скінчились боєприпаси. Коли танк був підбитий, японці підпалили його. Екіпаж волів загинути у вогні, аніж здатись у полон.
Похований у братській могилі поблизу висоти Заозерної.

## Нагороди
Указом Президії Верховної Ради СРСР від 25 жовтня 1938 року «за зразкове виконання бойових завдань і геройство, виявлене при обороні району озера Хасан», молодшому командирові Корнєву Григорію Семеновичу присвоєне звання Героя Радянського Союзу (посмертно).
Нагороджений орденами Леніна (25.10.1938) і Червоного прапора.

## Пам'ять
Ім'ям Григорія Корнєва названо одну з вулиць міста Мінусінська.